# Sông Ea Sol
Sông Ea Sol, tên khác: Suối Ea Y, là một phụ lưu bờ phải sông Ba A Yun. Sông Ea Sol chảy ở huyện Ea H'leo tỉnh Đắk Lắk và huyện Phú Thiện tỉnh Gia Lai, Việt Nam .
Sông có chiều dài 63 km và diện tích lưu vực là 350 km² 
.

## Dòng chảy
Sông Ea Sol bắt nguồn từ xã Ea Sol huyện Ea H'leo tỉnh Đắk Lắk, chảy về hướng bắc. Đến xã Chư A Thai và thị trấn Phú Thiện huyện Phú Thiện tỉnh Gia Lai đổ vào sông Ba A Yun.

## Chỉ dẫn
1. ↑  Trong tiếng các dân tộc thuộc nhóm ngôn ngữ Môn-Khmer ở Tây Nguyên và trong tiếng Việt cổ (trước thế kỷ 16, xem Chữ Nôm) thì đăk đã có nghĩa là nước, sông, suối, còn krông nghĩa là sông. Trong tiếng một số dân tộc Tây Nguyên khác thì ea/ia có nghĩa là nước, sông, suối.
2. ↑  Trong "Danh mục lưu vực sông liên tỉnh" thì do lỗi đánh máy tên sông viết thành sông Ea Son. Tên "Ea Sol" lấy theo các bản đồ hiện hành, cũng như dấu hiệu có lý cho hiệu đính tên sông là tên của xã Ea Sol.